# Літтл-Рівер (Каліфорнія)
Літтл-Рівер (англ. Little River) — переписна місцевість (CDP) в США, в окрузі Мендосіно штату Каліфорнія. Населення — 94 особи (2020).

## Географія
Літтл-Рівер розташований за координатами 39°16′13″ пн. ш. 123°46′54″ зх. д. / 39.27028° пн. ш. 123.78167° зх. д. (39.270285, -123.781749).  За даними Бюро перепису населення США в 2010 році переписна місцевість мала площу 4,33 км², уся площа — суходіл.

## Демографія
Згідно з переписом 2010 року, у переписній місцевості мешкало 117 осіб у 69 домогосподарствах у складі 29 родин. Густота населення становила 27 осіб/км².  Було 112 помешкання (26/км²).
Расовий склад населення:
| - 96,6 % — білих - 0,9 % — корінних американців |

До двох чи більше рас належало 2,6 %. Частка іспаномовних становила 1,7 % від усіх жителів.
За віковим діапазоном населення розподілялося таким чином: 9,4 % — особи молодші 18 років, 65,8 % — особи у віці 18—64 років, 24,8 % — особи у віці 65 років та старші. Медіана віку мешканця становила 54,7 року. На 100 осіб жіночої статі у переписній місцевості припадало 98,3 чоловіків;  на 100 жінок у віці від 18 років та старших — 92,7 чоловіків також старших 18 років.
Цивільне працевлаштоване населення становило 16 осіб. Основні галузі зайнятості: науковці, спеціалісти, менеджери — 100,0 %.